# Камран Багері Ланкарані
Камра́н Багері́ Ланкарані́ (перс. کامران باقری لنکرانی; нар. 1965) — іранський лікар та політик, який обіймав посаду міністра охорони здоров'я та медичної освіти з 2005 по 2009 рік.
Народився у 1965 році, закінчив медичний факультет Ширазького університету медичних наук та здобув ступінь спеціаліста з медицини в тому ж університеті. Спеціалізується на гастроентерології.
Він здобув докторський ступінь у Ширазькому університеті медичних наук у 1989 році. У 1992 році він отримав постдокторський сертифікат у тому ж університеті.
Він обіймав посаду керівника лікарні Намазі в Ширазі (1993–1994), заступника ректора Ширазького університету медичних наук (1994–1996) та завідувача кафедри внутрішніх хвороб університету (з 1996 року).
Потім він був членом президії Адміністрації медичної системи Шираза (1996–2000), секретарем Ісламської асоціації лікарів провінції Фарс та членом Ісламського товариства студентів Ширазького університету.

## Академічний внесок
Станом на 19 квітня 2025 року профіль Камрана Багері Ланкарані на Google Scholar налічує 821 публікацію на різноманітні медичні теми. Одна стаття Багері Ланкарані та співавторів, опублікована в Environmental Science and Pollution Research у 2021 році, була відкликана у 2024 році через «низку проблем, включаючи, але не обмежуючись, скомпрометований процес рецензування, невідповідні або недоречні посилання, наявність нестандартних фраз або невідповідність тематиці журналу».